# Екатериновка (Усманский район)
Екатериновка — село в Усманском районе Липецкой области России. Входит в состав Бреславского сельсовета.

## География
Село находится в юго-восточной части Липецкой области, в лесостепной зоне, в пределах Окско-Донской равнины, на берегах реки Усманки, на расстоянии примерно 18 километров (по прямой) к северо-востоку от города Усмань, административного центра района. Абсолютная высота — 136 метров над уровнем моря.
Климат
Климат умеренно континентальный с тёплым летом и умеренно холодной зимой. Максимальное количество атмосферных осадков выпадает в период с мая по октябрь. Средняя температура самого холодного месяца (января) составляет −9°С, самого тёплого (июля) — 20°С.
Часовой пояс
Село Екатериновка, как и вся Липецкая область, находится в часовой зоне МСК (московское время). Смещение применяемого времени относительно UTC составляет +3:00.

## Население
| 2010 | 2011 |
| ---- | ---- |
| 117  | →117 |

Гендерный состав
По данным Всероссийской переписи населения 2010 года в гендерной структуре населения мужчины составляли 44,4 %, женщины — соответственно 55,6 %.
Национальный состав
Согласно результатам переписи 2002 года, в национальной структуре населения русские составляли 99 % из 184 чел.

## Улицы
Уличная сеть села состоит из двух улиц.